# The Synarchy of Molten Bones
The Synarchy of Molten Bones — студийный альбом французской блэк-метал-группы Deathspell Omega. В большинстве обзоров данный релиз называют мини-альбомом. Однако такие базы данных, как Discogs, Encyclopaedia Metallum, Rate Your Music, признают его в качестве полноценного альбома.

## Об альбоме
Загадочный коллектив никогда не выступавший вживую, не имеющий официального сайта и каких-либо опубликованных фотографий выпустил свой шестой по счёту мини-альбом. Тем не менее, несмотря на свою анонимность, Deathspell Omega является одним из самых влиятельных блэк-метал-проектов. The Synarchy of Molten Bones находится на отдельном уровне блэк-метала, который мы никогда не испытывали ранее.

## Список композиций
| №  | Название                                  | Длительность |
| -- | ----------------------------------------- | ------------ |
| 1. | «The Synarchy of Molten Bones»            | 6:58         |
| 2. | «Famished for Breath»                     | 6:10         |
| 3. | «Onward Where Most with Ravin I May Meet» | 10:12        |
| 4. | «Internecine Iatrogenesis»                | 5:52         |

## Над альбомом работали

### Участники группы
- Hasjarl — Guitars
- Khaos — Bass
- Mikko Aspa — Vocals